# Битва при Илерде
Би́тва при Иле́рде (23 июня — 2 августа 49 года до н. э.) — первое крупное сражение гражданской войны 49—45 годов до н. э. между Гаем Юлием Цезарем и сенатской «партией», произошедшее летом 49 года до н. э. в окрестностях римской провинции Ближняя Испания.

## Предыстория
Быстро двинувшись от Рубикона в Италию, Цезарь благодаря неожиданности за считанные недели завладел Апеннинским полуостровом. Но враги Гая Юлия, не успев воспротивиться ему в Италии, собрали большие силы как к востоку, так и к западу от неё. На Балканах формировал крупную армию глава сторонников сената, Гней Помпей. В Испании распоряжались войсками три его легата: на реке Ибер (совр. Эбро) стояли Марк Петрей и Луций Афраний с пятью легионами, а в Южной Испании квартировали ещё два легиона под командованием третьего легата, знаменитого учёного Марка Теренция Варрона.
Помпей ещё не закончил сборы войска. Ждать его нападения на Италию пока не приходилось, и Цезарь решил со своей обычной быстротой обезопасить свой тыл нейтрализацией испанских армий. Оставив в Италии Марка Антония и Марка Эмилия Лепида, отослав Куриона и Азиния Поллиона на Сицилию против Катона Младшего, Цезарь двинулся на Пиренеи. Децима Брута и Гая Требония с тремя легионами он оставил вести осаду греческой колонии Массилии, верной сенату и Помпею. А сам ещё с шестью легионами и конницей устремился к Пиренейскому хребту, овладел его проходами и подошёл к Илерде (совр. Лерида), близ которой на правом берегу Сикора (Сегре), одного из притоков Эбро, расположились укреплённым станом Петрей и Афраний.

## Битва
Их позиция, находившаяся на гряде холмов, несколько выше города Илерды по реке, была сильна, и они имели большой запас провианта. Войска Цезаря перешли по двум непрочным деревянным мостам Сикор, заняли низменный полуостров, образуемый слиянием этой горной речки с другой, Цингой, и уже имели несколько стычек с противником, когда там появился сам Цезарь (июнь 49 г.). Он тотчас же предпринял попытку овладеть холмом, располагавшимся между Илердой и неприятельским лагерем, чтобы отрезать помпеянцев от города и, таким образом, лишить их возможности подвоза провианта. Но приступ был отбит, и Юлий Цезарь вынужденно отступил к прежней позиции между двумя речками. Таяние снегов в горах обусловило серьёзное повышение воды этих рек; их стремительным течением были сорваны деревянные мосты и отрезаны все сообщения Цезаря с Испанией и Галлией. Его войско, запертое у Илерды на очень небольшом пространстве, вскоре стало страдать от недостатка продовольствия, начались болезни. Цезарианцами овладело уныние: у них на глазах Афраний разбил и загнал в горы шедший к ним из Галлии гарнизон с обозом, простиравшийся вместе с другими, присоединившимися к нему, отрядами до 6 000 человек.
В Риме надежды враждебных Цезарю оптиматов ожили, так как все его сообщения с Италией прервались. Но Афраний не отважился воспользоваться трудным положением неприятеля. Он, согласно Диону Кассию, «лучше умел танцевать, чем командовать войсками»: по всей видимости, Афраний рассчитывал на то, что запертое между разлившимися речками войско Юлия Цезаря погибнет от голода и болезней. Но победоносный полководец проявил сноровку, выйдя из отчаянного положения: он велел делать лодкам деревянные рамы, оплетая их прутьями и обтянув воловьими шкурами, на манер британских боевых плотов. Погрузив эти лодки на телеги, ночью они подошли к Сикору; часть войска переправилась на них через реку. Цезарианцы начали строить мост с обеих берегов, и в два дня он был готов. Пути сообщений с Галлией восстановились; присланные оттуда большие обозы с провиантом пришли в укреплённый лагерь у Илерды, голод прекратился. Цезарь тотчас воспользовался своим улучшившимся положением и удачными действиями изгладил впечатления, произведённые прежними известиями, ободрявшими его врагов. Бежавшие в горы от Афрания воины перешли на его сторону. Да к тому же цезарева конница была опытнее неприятельской: командующий часто посылал её в разъезды по левому берегу Сикора, она перехватывала обозы, шедшие к помпеянцам. Города, находившиеся между Эбро и Пиренеями — Оска, Тарракон, Дертоза и другие — охотно заключали сделки с Цезарем, стали присылать к нему продовольствие. Вскоре их примеру последовали и некоторые города более отдалённых местностей. Легионы Помпея, в свою очередь, мало-помалу страдали от дефицита провианта - нужно было опасаться, что он совершенно прекратится. Афраний и Петрей решили покинуть опасную позицию, спешно перебросив лодочный мост через Ибер (Эбро) у Октогезы. Уклонившись от битвы, они намеревались перейти на южный берег Ибера и соединиться с Варроном, где могли бы пополнить запасы продовольствия. Защищённые Ибером от внезапных нападений, подручные Помпея надеялись продержаться до зимы и полагали, что цезарианцы, оставаясь на севере от Ибера, в горной местности, разоренной войной, скоро начнут страдать от голода.
Легионы Помпея вышли из своего стана в полночь, перешли по мосту у Илерды на левый берег Сикора и уже приближались к горам северного берега Эбро, как вдруг заметили мчащуюся вдалеке за ними цезареву конницу. Впрочем, остановить неприятельский марш она не могла; дойдя до гор, те продолжили бы путь к Эбро совершенно спокойно, и переход через реку оставался бы свободен. Однако, помпеянцы были утомлены ночным походом от Илерды и непрерывными нападениями неприятельской конницы. Поэтому они решили дать себе отдых на равнине, а небольшое расстояние, отделявшее их от гор, куда они стремились и где бы могли находиться в безопасности, перейти следующим утром. Пехота Цезаря, увидев, что неприятель начал отступать от Илерды, потребовала, чтобы он вел ее через реку, хотя воды было по плечо. Таким образом, когда войско Помпея остановилось на привал, за ним уже гналась вражеская пехота: поздним вечером и ночью она настигла его и стала лагерем напротив. Продолжать отступление без битвы было невозможно.
Следующий день войска простояли, наблюдая друг за другом. Ночью помпеянцы хотели уйти тайком, но будущий диктатор зорко следил за всякими перемещениями противника, и данная затея не удалась. На третий день Цезарь, найдя проводника, хорошо знавшего местность, отважным маршем по каменистым горам занял высоты, владычествовавшие над путем к Эбро, и отрезал неприятеля от этой реки. Его воины шумно требовали битвы и при выгодности его положения она, без сомнения, была бы решена в его пользу. Но он воспротивился их желанию: проконсул из-за присущего ему милосердия не хотел проливать кровь граждан без неизбежной необходимости. Чтобы не стать отрезанными от воды и подвоза провианта, помпеянцы защитили окопами дорогу к ним из Илерды. Между воинами обоих, приготовившихся к бою, лагерей совершенно внезапно начались дружеские приветствия, знакомые и друзья стали жать руки друг другу. Вскоре сблизились центурионы, военные трибуны; и вообще, заговорили о примирении. При этом, единственным условием помпеянцев была пощада собственным командирам. Гай Юлий Цезарь охотно обещал ее и остался тверд в своем миролюбии даже тогда, когда Петрей с испанцами и рабами вероломно напал на цезарианцев, ведущих переговоры, и велел убить тех из них, кого захватил в плен. Тем не менее, войска Помпея в скором времени начали испытывать голод: Петрей и Афраний решили вернуться в Илерду, где еще находилось много провианта. Арьергард составляла легкая, а иногда и тяжелая пехота, конница же совершенно упала духом от постоянных наскоков неприятеля, так что пришлось поставить ее в середину колонны. Отступление было крайне тяжёлым, потому что цезарианцы производили непрерывные нападения; из-за острой нехватки пищи пришлось резать обозный скот. Юлий Цезарь деятельно руководил окопными работами, и вскоре помпеянцы оказались в опасности быть абсолютно запертыми: они вновь попытались тайно уйти через Сикор, но бдительность Цезаря расстроила и эту попытку.
Крупной битвы так и не состоялось. Помпеянцы принуждены были сдаться у Илерды на капитуляцию (2 августа 49 г.). Это решение было облегчено им кротостью и великодушием Цезаря. Он обещал свободу всем, не только простым воинам, но и начальникам, оставил им все имущество, даже возвратил то, что было захвачено в добычу его воинами, которым дал вознаграждение за возвращаемые вещи. Юлий Цезарь не принуждал никого из ветеранов поступать к нему на службу; испанцев он отпустил сразу после того, как помпеянское войско сложило оружие, а италийцев отправил в Нарбонскую Галлию (последние возвратились на родину с рассказами о его победах и великодушии). Афраний, Петрей и их свита уехали ни с чем к Помпею.

## Последствия
Капитуляцией северного войска у Илерды была решена и судьба Южной Испании. Варрон со своими двумя легионами хотел идти в Гадес (ныне — Кадис), где у него были собраны  корабли, провиант, награбленные деньги и прочее имущество. Но после боя у Илерды испанские города один за другим покорялись Цезарю; вдобавок, один из легионов Варрона на глазах у него самого ушёл в покорившийся экс-триумвиру Гиспалис (совр. Севилью), а Италика и вовсе заперла перед ним ворота. Наконец, даже Гадес выгнал стоявший в нём помпеянский гарнизон. Поэтому Варрон вынужден был заключить мир с победителем. Цезарь назначил правителем Южной Испании Квинта Кассия Лонгина, и через Гадес и Нарбон поехал к своим, осаждавшим Массилию.